# Fuerzas de élite de Hadhrami
Las Fuerzas de Elite de Hadhrami (FEH; árabe النخبة الحضرمية, romanizado quwwā an-nukhba al-Ḥaḍramiyya). Son unidades militares especiales de Yemen, específicamente de la región de Hadhramaut. Estas fuerzas han sido entrenadas y equipadas para llevar a cabo operaciones de combate . Formadas por las fuerzas de la coalición árabe, bajo la supervisión del apoyo técnico de los Emiratos Árabes Unidos y con financiación de Arabia Saudita , para liberar la ciudad de Mukalla de al-Qaeda.

(En naraja 🔶 el territorio ocupado por las Fuerzas elite de Hadhrami)

Las Fuerzas de Elite de Hadhrami son una unidad militar especializada de Yemen, con sede en la región de Hadhramaut. Se crearon en respuesta a la creciente amenaza terrorista en la región, particularmente en la lucha contra Al-Qaeda en la Península Arábiga (AQPA). Las fuerzas recibieron entrenamiento y equipamiento de países como Emiratos Árabes Unidos y Estados Unidos, con el objetivo de mejorar su capacidad para combatir a grupos terroristas y proteger la región. Han llevado a cabo operaciones de combate y seguridad en áreas estratégicas de Hadhramaut, como la ciudad de Mukalla y la costa del Mar Arábigo, logrando importantes victorias contra AQPA y otros grupos terroristas. Sin embargo, han enfrentado desafíos relacionados con la situación de seguridad y política en Yemen, y la guerra civil yemení y la intervención saudita han afectado la estabilidad de la región y la capacidad de las fuerzas para operar. Las Fuerzas de Elite de Hadhrami han jugado un papel importante en la lucha contra los hutíes en la región de Hadhramaut, trabajando junto a otras fuerzas y coaliciones internacionales para proteger la región y mantener la seguridad.